# سجین
سجین (عربی: سِجِّين) در اعتقاد اسلام زندانی همراه با عذاب شدید یا شرایط سخت در پایین «جهنم» یا دوزخ، در زیر زمین است. (مقایسه کنید با تارتاروس) در دین یونان باستان.: ۱۶۶ 